# Barbara Pittman
Barbara Pittman (Memphis (Tennessee), 6 april 1938 – aldaar, 29 oktober 2005) was een Amerikaanse rockabillyzangeres.

## Biografie
Barbara Pittman groeide op als een van twaalf kinderen. Haar moeder had Ierse voorouders en haar vader, die fiddle speelde, Indiaanse. Pittman werd tijdens haar jeugd beïnvloed door bigbands en zangeressen als Ella Fitzgerald. Ook de blues kenmerkte haar sterk, aangezien haar oom een pandhuis had in de Beale Street, waar ze veel tijd doorbracht. Als kind ontmoette Pittman Elvis Presley, aangezien haar moeder bevriend was met diens moeder Gladys. Als jeugdige bracht ze vaak tijd door met Presley.
Reeds als jeugdige stelde ze zich, net als Presley, voor bij Sun Records, maar werd aanvankelijk afgewezen door Sam Phillips, omdat deze van mening was, dat ze te jong was en niet genoeg talent had. Haar eerste professionele verbintenis bezorgde haar de plaatselijke deejay Sleepy John Estes in het Eagles Nest. In 1955 sloot ze zich aan bij de westernshow van Lash LaRue. Oorspronkelijk was ze te werk gesteld als babysitter, maar spoedig trad ze al op in zijn shows als zangeres. In dit jaar reisde ze met LaRue tot naar Californië.
Begin 1956 keerde ze terug naar Memphis, waar ze de muzikant en songwriter Stan Kesler ontmoette. Ze werd zangeres van de Snearly Ranch Boys, waarmee Kesler ook speelde en trad met de band regelmatig op in de Cotton Club in West Memphis. Kesler liet in deze club een demotape inspelen van zijn song Playing for Keeps, omdat hij de song wilde doorgeven aan Elvis Presley, die op dat moment onder contract stond bij RCA Victor. Sam Phillips hoorde deze band en was direct onder de indruk van Pittman, ondanks dat hij haar eerder had afgewezen.
Ofschoon enkele vrouwelijke artiesten platen opnamen voor Phillips labels, was Pittman de enige die later een contract kreeg. Haar eerste sessie had ze in april 1956 in de Sun-studio's en speelde ze haar eerste single I Need a Man/No Matter Who's to Blame in, die abusievelijk op de markt kwam onder de naam Barbara Pitman. Ze werd begeleid door de Snearly Ranch Boys en de Sun-studiomuzikant Marcus Van Story aan de bas. De single verkocht slechts moeizaam. Eind 1956 en begin 1957 maakte Pittman verdere opnamen voor Sun Records, die echter niet werden uitgebracht. Phillips had vooralsnog de interesse in een samenwerking verloren, totdat Fernwood Records en Hi Records haar aanbiedingen maakten, waarop Phillips Pittman contracteerde voor zijn nieuwe label Phillips International als enige vrouwelijke artieste. 
Haar eerste single Two Young Fools in Love/I'm Getting Better All the Time werd een regionale hit, maar miste echter de landelijke hitlijsten. In 1958 en 1960 volgden de twee verdere singles Cold Cold Heart en The Eleventh Commandment. Bij het laatste nummer werd ze ondersteund door de Gene Lowery Singers. Pittman maakte ook opnamen als lid van The Sunrays van Stan Kesler.
Het grote succes wilde voor Pittman echter niet komen en begin jaren 1960 waren de succesvolle tijden van Phillips als producent voorbij. Pittman verliet Memphis en verhuisde naar Californië, waar ze voor talrijke films soundtracks opnam, speelde met The Righteous Brothers en optrad op cruiseschepen. In 1970 verhuisde ze terug naar Memphis en trouwde ze met de Duitse platenverzamelaar Willie Gutt, met wie ze zich vestigde in Houston. Tijdens de jaren 1980 werd Pittman naar aanleiding van de rockabilly-revival herontdekt. Er volgden talrijke optredens in Europa en herpublicaties van haar oude opnamen bij Rockhouse, Bear Family Records en Charly.

## Overlijden
Barbara Pittman overleed in oktober 2005 op 67-jarige leeftijd aan hartfalen.

## Discografie

### Singles
- 1956:	I Need a Man / No Matter Who's to Blame	Sun 253
- 1957:	Two Young Fools in Love / I'm Getting Better All the Time	Phillips International 3518
- 1958:	Cold Cold Heart / Everlasting Love *	Phillips International 3527
- 1960:	The Eleventh Commandment / Handsome Man	Phillips International 3553

Resterende opnamen
Sun Records (niet uitgebracht)
- 1956: Playing for Keeps (demo)
- 1956: No Matter Who's to Blame (Version 1)
- 1956: No Matter Who's to Blame (Version 2)
- 1956: Sentimental Fool (Version 1)
- 1956: Sentimental Fool (Version 2)
- 1956: Sentimental Fool (Version 3)
- 1956: Voice of a Fool

Philips International (niet uitgebracht)
- 1957: I'm Getting Better All the Time (Version 1)
- 1957: I'm Getting Better All the Time (Version 2)
- 1957: I'm Getting Better All the Time (Version 3)
- 1957: I'm Getting Better All the Time (Version 4)
- 1957: Take My Sympathy (Version 1)
- 1957: Two Young Fools in Love (alt. Version)
- ????: Ain't Got a Thing
- ????: Cold Cold Heart (alt. Version)
- ????: Everlasting Love (alt. Version)
- ????: Just One Day

Status onbekend
- ????: I Forgot to Remember to Forget
- ????: I'll Never Let You Go
- ????: The Lonely Hours
- ????: Love Is a Stranger
- ????: Take My Sympathy (Version 2)

### Albums
- 1983: The Original Sun Sides (Rockhouse)
- 1990: I Need a Man (Bear Family)
- 1997: Getting Better All the Time (Charly)

- Bibliothèque nationale de France: cb13999179q (data)
- Gemeinsame Normdatei: 135163048
- International Standard Name Identifier: 0000 0000 5516 3756
- Library of Congress Control Number: no98006869
- MusicBrainz: 8c1e966f-09c8-4423-bdd6-e3e5ba67d9fa
- Virtual International Authority File: 2723154592509143370000
- WorldCat: E39PBJh8TYrthpypCQCv39H6Kd